# Candela Andújar
Candela Andújar Jiménez (* 26. März 2000 in Barberà del Vallès, Provinz Barcelona) ist eine spanische Fußballspielerin.

## Karriere

### Vereine
Aus der Jugend des FC Barcelona kam sie zur Saison 2016/17 in deren B-Mannschaft. Zur Saison 2019/20 ging sie dann fest in den Kader der ersten Mannschaft über. Zuvor war sie aber schon in der Vorsaison Teil der Mannschaft und wurde in fast jeder Liga-Partie zumindest ein wenig eingesetzt. Ähnlich verhielt es sich dann auch in dieser Spielzeit. Zur Saison 2020/21 folgte für sie die dann eine Leihe zum FC Valencia, wo sie endlich mehr Einsätze bekam und gerade in der zweiten Saisonhälfte fast immer von Anfang an durchspielte. Diese Leihe verlängerte sich dann noch um eine weitere Saison, in welcher sie nun fast unangefochtene Stammspielerin wurde.
Nach dieser Saison endete dann mit ihrer Leihe auch ihr Vertrag mit ihrem Stammklub dem FC Barcelona. Zu diesem Zeitpunkt verkündete sie dann auch das Ende ihrer Karriere im Fußball. Gut ein halbes Jahr danach wurde aber bekannt, dass sie in Costa Rica einen Vertrag beim Sporting FC unterschrieben hatte.

### Nationalmannschaft
Mit der spanischen U17 schaffte sie es bei der Europameisterschaft 2016 und 2017 jeweils auf den zweiten Platz. Auch bei der Weltmeisterschaft 2016 hatte sie eine tragende Rolle, wo ihr Team den dritten Platz erreichte. Auch mit der U19 kam sie zu einigen Einsätzen und nahm mit der U20 später auch an der Weltmeisterschaft 2018 teil, wo sie mit ihrem Team im Finale an Japan scheiterte.
Ihr Debüt in der A-Nationalmannschaft hatte sie dann am 16. September 2021 bei einem 10:0-Sieg über Färöer während der Qualifikation für die Weltmeisterschaft 2023, wo sie in der 65. Minute für Alexia Putellas eingewechselt wurde. Dies verblieb bis heute auch ihr einziger Einsatz für die Mannschaft.